# Hospital militar de la calle Endell
El Hospital militar de la calle Endell (en inglés: Endell Street Military Hospital), fue un hospital militar de la Primera Guerra Mundial situado en la calle Endell Street en Covent Garden en el centro de Londres. El hospital contaba con un personal principalmente compuesto por sufragista (mujeres que apoyaban la introducción del derecho al voto para las mujeres).
Las pioneras médicas Flora Murray y Louisa Garrett Anderson reclutaron suficientes mujeres médicamente capacitadas para formar parte del personal de un hospital completo en Francia al comienzo de la guerra que estuvo en funcionamiento desde 1914 hasta 1915. Aprovechando la experiencia y el personal de este hospital, se estableció el hospital Endell Street, en Londres como hospital RAMC bajo la Oficina de Guerra en mayo de 1915 por Murray y Anderson. El hospital de Endell disponía de 573 camas, lo que permitía atender a unos 26 000 pacientes durante los cinco años que estuvo activo. El hospital cerró poco después del final de la guerra en diciembre de 1919.
El hospital adoptó el lema «Hechos, no palabras», que también era el lema de la WSPU. A pesar del escepticismo de la RAMC sobre la capacidad del personal médico femenino para administrar un hospital, Endell Street recibió excelentes comentarios de los pacientes, reconocimiento en revistas médicas profesionales y el tratamiento exitoso de una gran cantidad de soldados durante su periodo de funcionamiento.

## Establecimiento del hospital

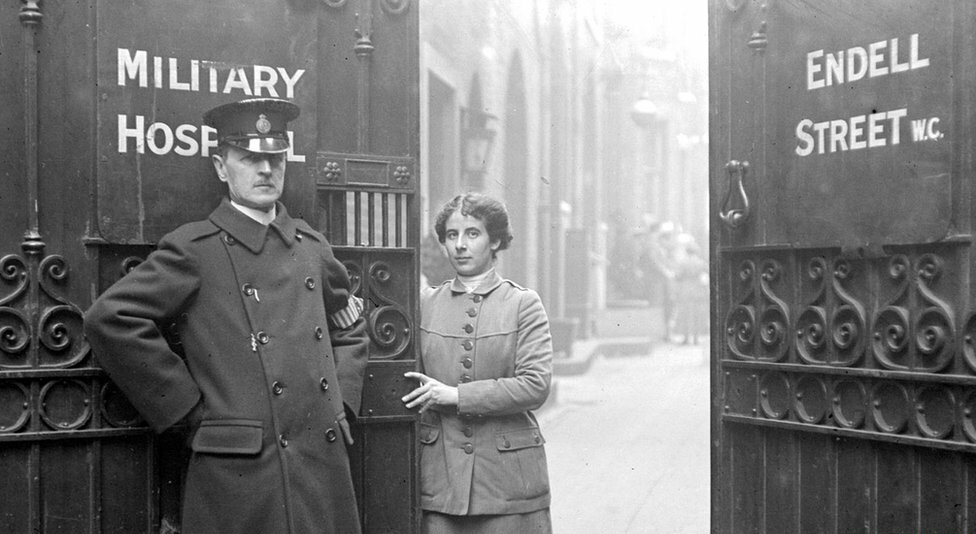
Entrada principal al Endell Street Military Hospital, c. 1915

El concepto de Women's Hospital Corps fue creado e instituido en 1914. Anteriormente, las doctoras Flora Murray y Louisa Garrett Anderson, debido a la manifiesta hostilidad demostrada por los funcionarios británicos hacia su idea, decidieron pasar por alto al gobierno británico yendo directamente a la Embajada de Francia con su oferta de administrar un hospital militar en Wimereux (Francia). Su propuesta fue aceptada y les concedieron permisos de trabajo para viajar a Francia. En menos de dos semanas, Murray y Anderson pudieron reclutar suficientes mujeres médicamente capacitadas para trabajar en todo un hospital; médicos, enfermeras, camilleros y oficinistas. Las mujeres diseñaron uniformes y recaudaron fondos para conseguir los suministros necesarios. Los visitantes del hospital en Francia incluyeron a la reina consorte de Portugal Amelia de Orleans. El hospital cerró en enero de 1915 cuando los soldados heridos comenzaron a ser tratados en Inglaterra en lugar de en Francia.
Murray y Anderson establecieron el hospital en Endell Street en mayo de 1915. Se construyó en St Giles una antigua Workhouse situada en la calle Endell Street en Covent Garden, en el centro de Londres. El asilo para tranbajadores vacío tenía espacio suficiente para que operara un hospital más grande. La mayor parte del equipo hospitalario procedía del hospital militar de Wimereux (Francia), tras su cierre en enero de 1915.

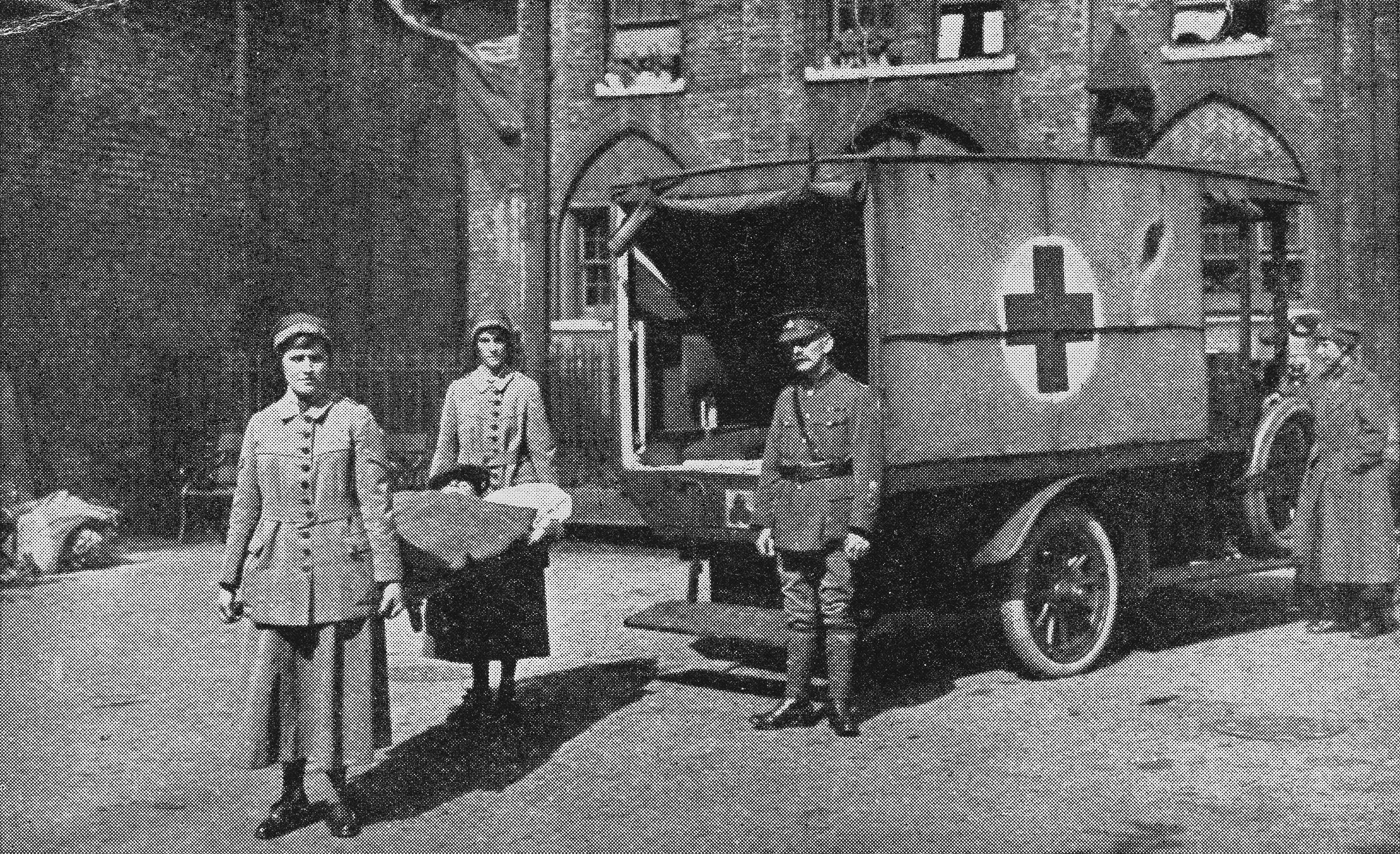
Una ambulancia transporta heridos al hospital

Aunque estaba diseñado para acomodar 520 camas, poco después de su apertura se recibieron pedidos para instalar el mayor número posible de camas supletorias. Desde 1916 hasta el verano de 1919, el número oficial de camas fue de 573. Varios hospitales auxiliares del Destacamento de Ayuda Voluntaria con un total de 150 camas se adjuntaron al hospital de Endell Street. En momentos de presión cuando se permitió el alojamiento de soldados convalecientes, el número de pacientes registrados llegó a 800.
El hospital de Endell Street atendió a unos 26 000 pacientes durante los cinco años que estuvo activo. Las mujeres cirujanas realizaron unas veinte operaciones por día durante ese tiempo. A veces llegaban hasta ochenta soldados heridos cada noche.
El hospital estaba cerca de las principales estaciones de tren de Londres, lo que permitía una gran afluencia de pacientes cuando llegaban los convoyes de ambulancias. A menudo, cada convoy transportaba de treinta a cincuenta soldados heridos, algunos de los cuales requerían cirugía inmediata. Estos soldados eran llevados directamente al quirófano. Las cirujanas realizaban rutinariamente más de veinte operaciones al día con soldados enviados desde los convoyes, que a menudo llegaban tarde por la noche y, a veces, llegaban con hasta ochenta soldados.
De los veintiséis mil pacientes que pasaron por las salas del Hospital Militar de Endell Street, la mayor parte eran británicos con una buena proporción de tropas coloniales y del Dominio. Había también dos mil doscientos siete canadienses. Había más de dos mil pacientes australianos y neozelandeses, incluidos los heridos en la campaña de Galípoli que comenzaron a llegar en agosto de 1915. Solo doscientos soldados estadounidenses eran pacientes. Un pequeño número de heridos rusos, greco-japoneses y franceses eran pacientes en el hospital. Se abrió una pequeña sala para mujeres de servicio, al final de la vida del hospital. También se establecieron algunos hospitales satélites, incluido el Hospital Auxiliar Dollis Hill House, que abrió sus puertas en 1916.

## Personal

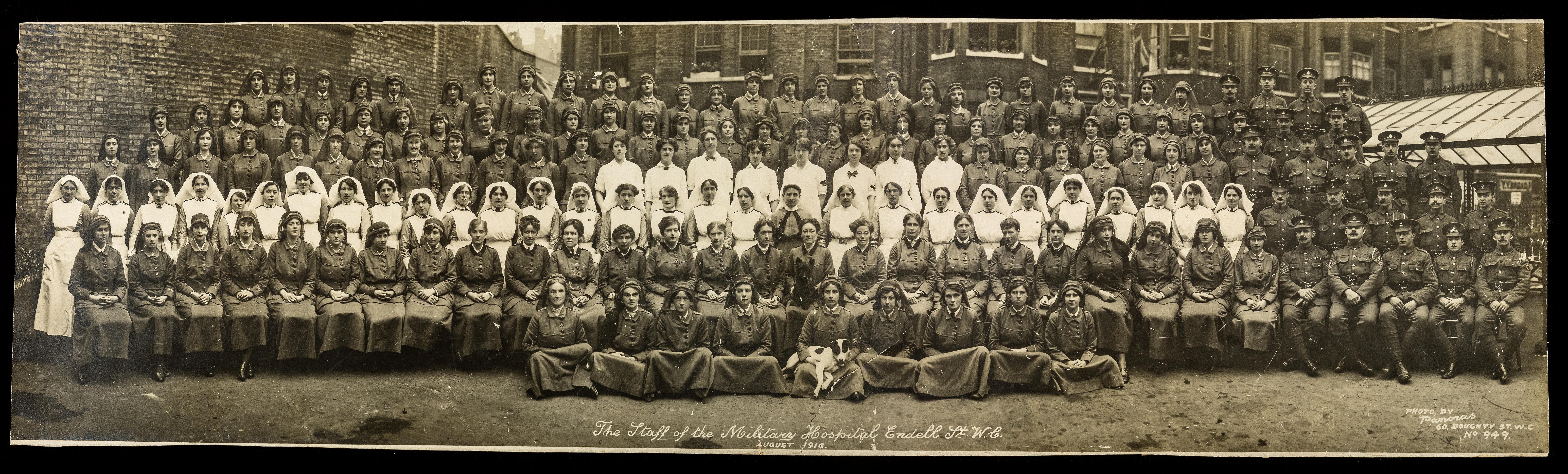
Personal del hospital en agosto de 1916

Al frente del hospital, Murray fue nombrada médica a cargo y Anderson cirujana jefe. Muchos de las médicas que formaban parte del personal del hospital habían trabajado anteriormente en el hospital de Wimereux. Cuando ese hospital cerró, las sufragistas fueron reubicadas en el nuevo hospital de Endell Street. Estas médicas trabajaban en lo que se consideraban trabajos apropiados para mujeres como enfermeras, camilleros y oficinistas. El hospital también contó con mujeres como conductoras, dentistas, patólogas y cirujanas. Una de esas cirujanas fue la Sra. Lilian Marie Wemyss Grant, quien trabajó en Endell Street como asistente de cirugía antes de ir como oficial médico en 1918 a HM Factory, Gretna.
Los bibliotecarios y los encargados de espectáculos visitaron a los pacientes para levantarles la moral. Los jardineros ayudaron en el patio y las personas sin familia o amigos en el hospital vinieron a pasar tiempo con un paciente solitario.

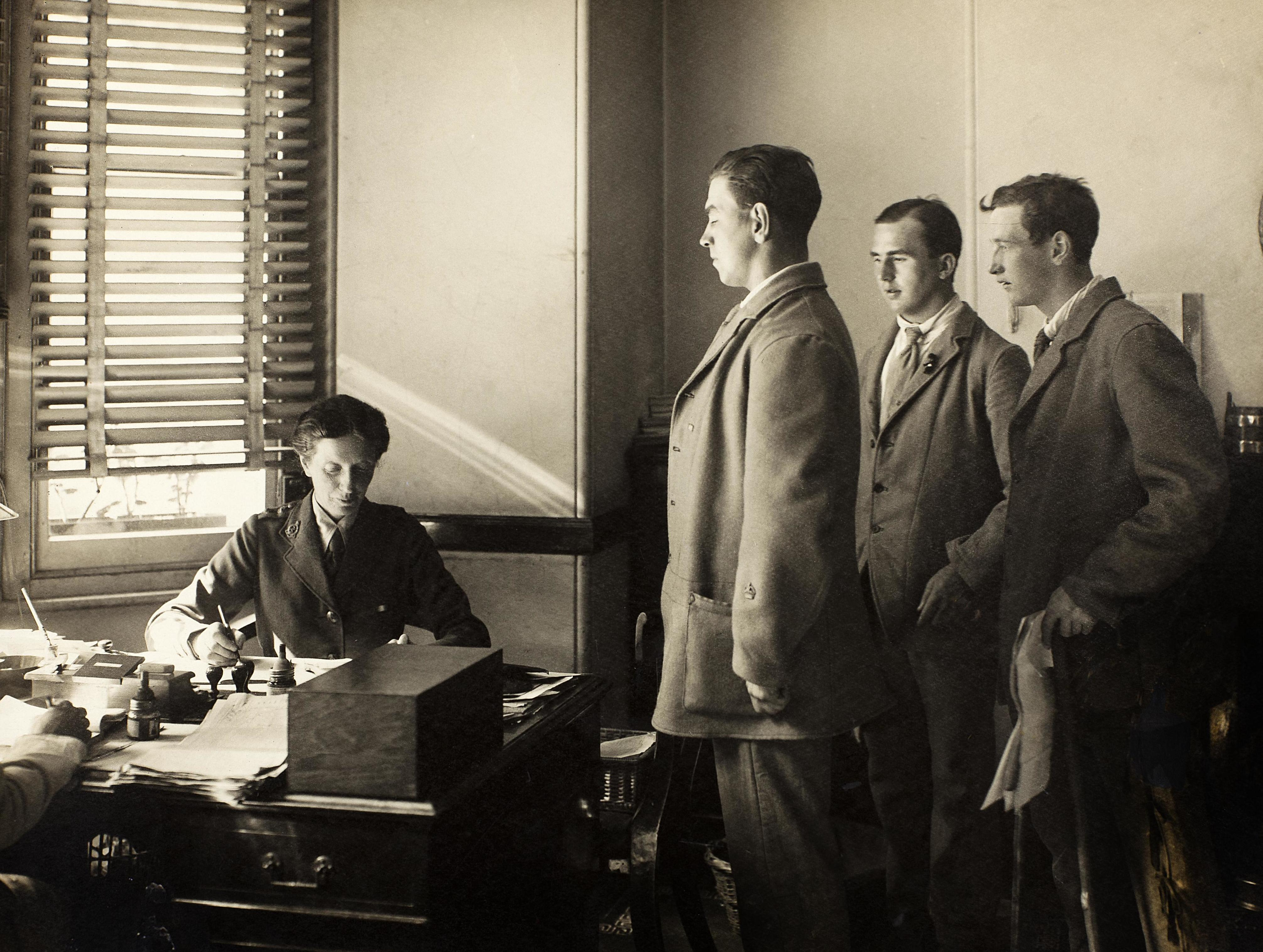
Flora Murray da de alta a varios pacientes recuperados en el Hospital militar de la calle Endell

Mientras trabajaban bajo la autoridad de la Oficina de Guerra, las médicas del Hospital Militar de Endell Street recibieron la paga y los beneficios de los grados militares de teniente a teniente coronel, pero no tenían rango y no podían comandar soldados.
El hospital adoptó el lema de la WSPU de «Hechos, no palabras». Las mujeres esperaban que finalmente el hospital y sus obras probarían la igualdad de las mujeres y su capacidad para cumplir con sus deberes como ciudadanas.
La RAMC se expresó abiertamente sobre su renuencia a permitir que un personal compuesto únicamente por mujeres administrase un hospital militar. La participación del personal en el movimiento sufragista también se sumó al escepticismo de RAMC sobre la capacidad de las mujeres para desempeñarse de manera profesional. Murray relata a un coronel que estaba disgustado con la idea, exclamando «qué dificultades tendrás». La RAMC creía que las mujeres no estarían debidamente capacitadas para cuidar y controlar a los soldados en el entorno militar. Se demostró que estaban equivocados cuando las mujeres recibieron todos los reconocimientos positivos debido a sus «toques femeninos» en el hospital. Las flores, los colores brillantes y la iluminación adecuada, todo lo cual contrastaba con la monotonía de los hospitales militares, se atribuyó a la capacidad de las mujeres para considerar la salud psicológica del paciente además de su salud física.
Durante los años en los que el hospital permaneció activo, el personal del Endell Street Military Hospital pudo publicar siete publicaciones en la revista científica The Lancet. Los documentos fueron escritos en colaboración con el Scottish Women's Hospitals for Foreign Service e incluyeron un análisis de una serie de casos de infección anaeróbica. Colaboraron con el Instituto Pasteur en los ensayos del antisuero contra la gangrena gaseosa de Frances Ivens del Hospital de Mujeres de Escocia en Royaumont. Endell Street y Royaumont juntos produjeron los primeros trabajos de investigación basados en hospitales publicados por doctoras británicas.

## Clausura
En 1917, Murray y Anderson recibieron cada una la Orden del Imperio Británico (CBE) por su trabajo en el hospital. En octubre de 1919, Endell Street recibió órdenes de evacuar y cerrar el hospital. El Hospital Militar de Endell Street cerró en diciembre de 1919. Posteriormente, fue demolido y el sitio ahora forma parte del área ocupada por el Oasis Sports Centre. Una placa conmemorativa del personal del hospital que murió en la Primera Guerra Mundial estaba situada en el Royal Free Hospital de Londres, pero desde entonces se ha perdido.
En noviembre de 2017, el Imperial War Museum otorgó un premio a Alison Ramsey de Digital Drama por «Deeds Not Words; Suffragette Surgeons of WWI», una película sobre el hospital.